# Kantele

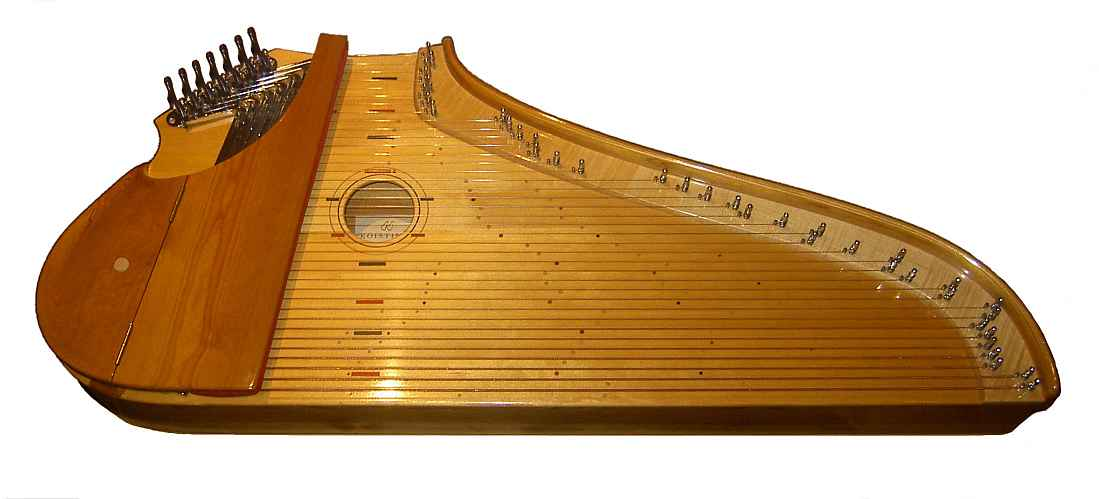
Koistinen concertkantele met 38 snaren

Een kantele ofwel kannel (uit het Fins resp. Estisch) is een traditioneel getokkeld snaarinstrument uit de citerfamilie. Het muziekinstrument is gerelateerd aan de Russische goesli, de Letse kokles en de Litouwse kanklės. Deze instrumenten vormen samen de familie van de Baltische psalteriums.
De oudste kantele heeft 5 of 6 paardenharen snaren en een houten klankkast die uit een stuk is vervaardigd. De modernere instrumenten hebben metalen snaren en de klankkast is vaak samengesteld uit meer delen. Moderne concertkanteles kunnen wel 40 snaren hebben. De moderne instrumenten met 15 snaren of minder komen meer in de buurt van de traditionele vormen dan de concertkanteles. Ze vormen een aparte groep kanteles, namelijk de 'kleine kanteles.
De positie waarin het instrument bespeeld wordt, is bij concertkanteles en kleine kanteles precies omgekeerd: bij een kleine kantele zitten de laagste snaren het verst verwijderd van het lichaam van de speler, en de hoogste snaren het dichtstbij, en bij de concertkantele is dit omgekeerd. Voor beide typen is er apart repertoire, dat slechts in stijl verwant is.
De kantele heeft een typerend bel-achtig geluid.

## Stemmingen

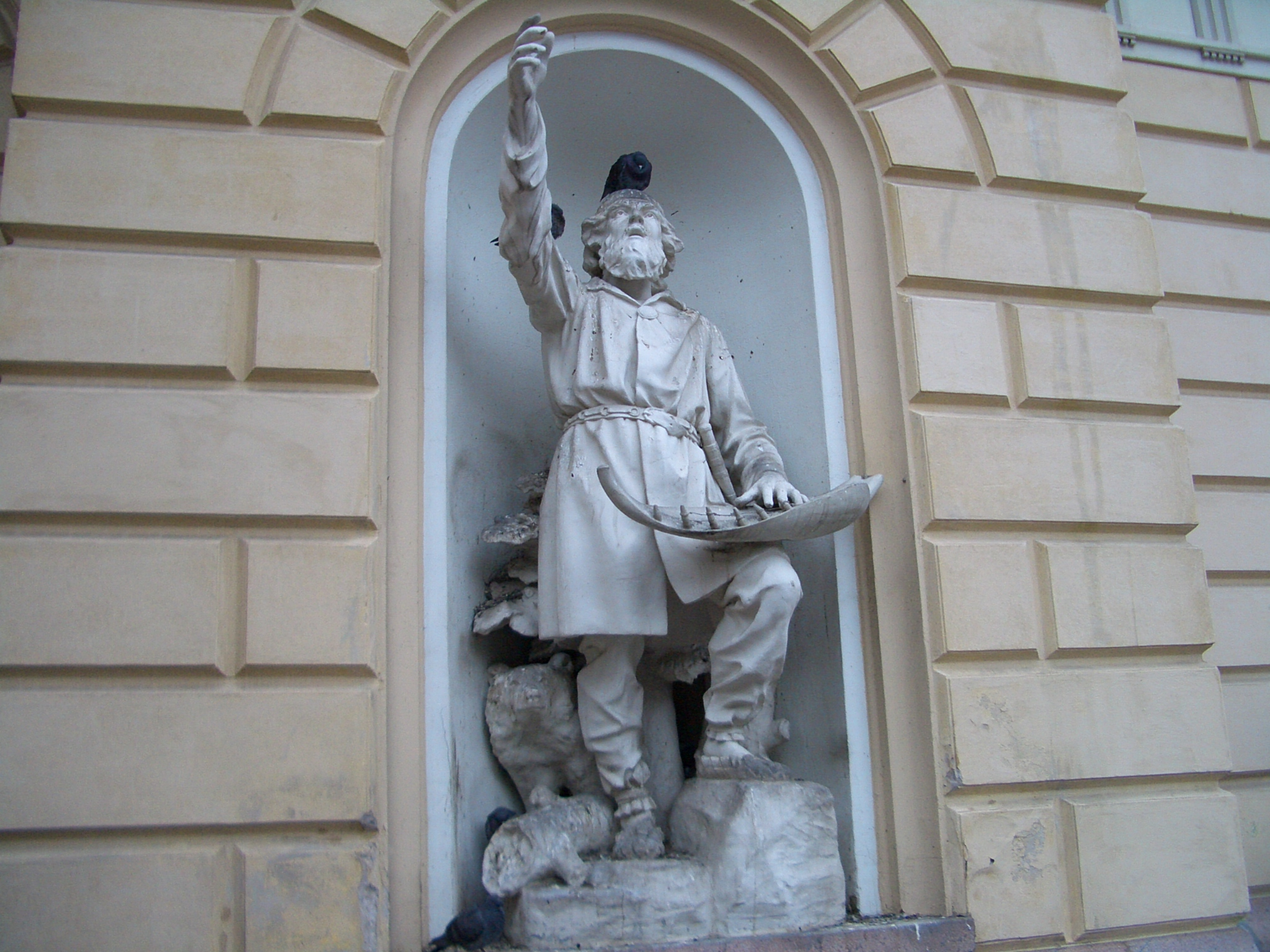
Robert Stigells Väinämöinen (1888), decoratie op het Vanha Ylioppilastalo (het Oude Studentenhuis) in Helsinki, waar Väinämöinen de eerste door hem gemaakte kantele vasthoudt, gemaakt van het reuzenbot en de paardenharen, zoals in de sage beschreven

- De Finse kantele heeft doorgaans een diatonische stemming, hoewel de kleine kanteles met tussen de 5 en 15 snaren van de septime missen en waar de laagste snaar een kwart onder de tonica is gestemd, als bourdon-resonator.
- De Estlandse kannel kent meer verscheidenheid in traditionele stemmingen. De concertinstrumenten hebben een schakelmechanisme (net als de halvetoonsknop op de moderne folk-harp of Ierse harp) om de stamtonen te kunnen verhogen of verlagen.

De speler houdt de kantele op schoot of op een kleine tafel. Er zijn twee speelwijzen: de snaren kunnen worden getokkeld met de vingers, of de snaren worden met de vingers als trommels bespeeld (soms ook met een stokje).
In het recente verleden zijn er veel ontwikkelingen geweest voor de kantele in Finland. Er wordt een opleiding gegeven aan diverse muziekscholen, conservatoria en de Sibeliusacademie, de enige universiteit met muziekafdeling van Finland. Er worden daar zelfs doctoraalstudies verricht naar de traditionele, westers-klassieke muziek en elektronische muziek. Een Finse luitspeelster, Koistinen, heeft een elektronische kantele ontworpen die is uitgerust met een element dat net als op een elektrische gitaar de klank kan doorgeven aan een versterker. Dit elektronische instrument is populair in Finse heavymetalbands, zoals Amorphis. Het instrument is niet alleen populair in Finland: ook in landen met een Finse minderheidsbevolking, zoals in Finnskogen in Noorwegen is het instrument populair. Een voorbeeld daarvan is het muziekalbum Starflowers van de Noorse zangeres Sinikka Langeland, die tevens de kantele bespeelt.
In Finlands nationale epos, Kalevala, maakt de tovenaar Väinämöinen de eerste kantele uit het kaakbeen van een reusachtige snoek en een paar haren van Hiisi's ruin. De muziek die het instrument voortbrengt, trekt de aandacht van alle dieren in het bos, die het geluid komen bewonderen. Later maakt Väinämöinen een houten kantele, bespannen met de haren van een jonge maagd, en de magie is even diep: het is de gift die achtergelaten wordt in de oude sage wanneer de tovenaar Kaleva verlaat bij de komst van het christendom.